# Мемориал жертвам депортации 1944 года (Грозный)
Мемориал жертвам депортации 1944 года был открыт в 1992 году при Джохаре Дудаеве в Грозном на нынешней улице Али Митаева. Автором проекта был чеченский скульптор Дарчи Хасаханов.
После депортации и до восстановления Чечено-Ингушской АССР власти, с целью уничтожения следов пребывания коренного населения в республике, помимо прочего, оскверняли и разграбляли кладбища, а надгробные камни использовали в строительстве и прокладке дорог. Эти камни и были использованы при строительстве мемориала.
Согласно газете «Ингушетия», непосредственное участие в создании памятника принял ингуш Ахмет Цуров. Работая в советском Грозном в сфере строительства, Ахмет Цуров организовал изъятие всех могильных камней в Чечено-Ингушетии, которые лежали вдоль дорог и под зданиями. Он спрятал могильные камни в одном из хранилищ под видом отработанного материала. Эти камни впоследствии составили основу памятника. По другим данным, камни стихийно свозили с разных уголков республики обычные жители.
В 2008 году местные власти приступили к переносу мемориала на новое место, но из-за негативного общественного резонанса работы были свёрнуты.
В 2014 году мемориал всё же был полностью демонтирован. Надгробные камни, бывшие частью мемориала, были включены в состав Мемориала памяти погибших в борьбе с терроризмом. Глава Чечни Рамзан Кадыров заявил, что перенос надмогильных камней обусловлен тем, что прежнее местоположение памятника было неудобно для массового посещения.